# Parasicydium bandama
Parasicydium bandama är en fiskart som beskrevs av Risch, 1980. Parasicydium bandama ingår i släktet Parasicydium och familjen smörbultsfiskar. IUCN kategoriserar arten globalt som livskraftig. Inga underarter finns listade i Catalogue of Life.